# Hessea pusilla
Hessea pusilla är en amaryllisväxtart som beskrevs av Deirdré Anne Snijman. Hessea pusilla ingår i släktet Hessea och familjen amaryllisväxter. Inga underarter finns listade i Catalogue of Life.